# Cisplatina
Die Provinz Cisplatina oder Provinz Cisplatine (portugiesisch: Província Cisplatina) war eine brasilianische Provinz, die von 1817 bis 1828 bestand und durch die luso-brasilianische Annexion der Banda Oriental entstand. Von 1815 bis 1822 war Brasilien Teil des Vereinigten Königreichs von Portugal, Brasilien und den Algarven. Nach der Unabhängigkeit Brasiliens und der Bildung des Kaiserreichs Brasilien blieb die Provinz Cisplatine Teil davon. Im Jahr 1828, nach dem Vertrag von Montevideo, wurde die Provinz als Staat Uruguay unabhängig.
Der Name Cisplatina bedeutet wörtlich übersetzt Provinz diesseits des Río de la Plata aus brasilianischer Sicht, vgl. die analoge Wortbildung „cisalpin“.

## Geschichte
Die Banda Oriental war schon immer ein dünn besiedeltes, umstrittenes Grenzgebiet zwischen dem spanischen und portugiesischen Reich. Im ersten Vertrag von San Ildefonso im Jahr 1777 wurde die Kontrolle über das Gebiet an Spanien übergeben.
Im Jahr 1811 startete José Gervasio Artigas, der zum Nationalhelden Uruguays wurde, einen erfolgreichen Aufstand gegen Spanien und besiegte sie am 18. Mai in der Schlacht bei Las Piedras. Im Jahr 1813 wurde die Banda Oriental in „Provincia Oriental“ umbenannt und wurde Teil der Vereinigten Provinzen des Río de la Plata. 1814 gründete Artigas die Liga Federal (Föderale Liga), zu deren Protektor er ernannt wurde.
Der ständige Zuwachs an Einfluss und Prestige der Liga Federal erschreckte die luso-brasilianische Monarchie (wegen ihres Republikanismus), und im August 1816 fielen sie in die Banda Oriental ein, mit der Absicht, den Protektor und seine Revolution zu vernichten. Das luso-brasilianische Expeditionskorps besetzte dank seiner materiellen Überlegenheit und seiner militärischen Erfahrung und Organisation (zum Teil auch seiner europäischen Kriegsführungserfahrung) am 20. Januar 1817 Montevideo und besiegte schließlich nach dreijährigem Kampf auf dem Lande die Pro-Artigas-Kräfte in der Schlacht von Tacuarembó.
1821 wurde die Banda Oriental von Portugal unter dem Namen Província Cisplatina in das brasilianische Territorium (Brasilien war damals portugiesisches Territorium) eingegliedert. Portugal begründete die Eingliederung der Provinz durch die allgemeine Akklamation einer Versammlung am 18. Juli 1821.
Die Grenzen von Cisplatina waren: im Osten der Atlantische Ozean, im Süden der Rio de la Plata, im Westen der Río Uruguay und im Norden der Río Cuareim bis Cuchilla de Santa Ana. Das bedeutet, dass Gebiete, die zuvor zur Banda Oriental gehörten, der Jurisdiktion von Rio Grande do Sul zugeschlagen wurden.
Im Jahr 1822 wurde Brasilien eine unabhängige Nation. Am 15. September 1823 schrieb der Gesandte des argentinischen Präsidenten Bernardino Rivadavia, Valentín Gómez, in Rio de Janeiro ein Memorandum, in dem festgehalten wurde, dass die Banda Oriental schon immer zum Gebiet der Vereinigten Provinzen des Río de la Plata, dem heutigen Argentinien, gehört habe. In der Antwort auf das Memorandum bestand Brasilien auf dem Besitz dieses Gebietes.
Als Reaktion darauf erklärte eine Gruppe von Uruguayanern, die Dreiunddreißig Orientalen unter der Führung von Juan Antonio Lavalleja, am 25. August 1825 die Unabhängigkeit, unterstützt von den Vereinigten Provinzen des Río de la Plata.
Dies führte zu dem 500 Tage dauernden Argentinisch-Brasilianischen Krieg (Cisplatina-Krieg). Trotz des argentinischen Sieges in der Schlacht von Ituzaingó gewann keine der beiden Seiten die Oberhand, und 1828 wurde mit dem vom Vereinigten Königreich geförderten Vertrag von Montevideo Uruguay als unabhängiger Staat gegründet und – wichtiger für die britischen Ziele – der internationale Status des Río de la Plata festgeschrieben, so dass der internationale Handel leichter zu bewerkstelligen war.